# Kāseh Sangī
Kāseh Sangī (persiska: کاسه سنگی, Kāseh Sang) är en ort i Iran.   Den ligger i provinsen Khorasan, i den östra delen av landet, 800 km öster om huvudstaden Teheran. Kāseh Sangī ligger 1 664 meter över havet och antalet invånare är 146.
Terrängen runt Kāseh Sangī är kuperad söderut, men norrut är den platt. Terrängen runt Kāseh Sangī sluttar norrut. Runt Kāseh Sangī är det glesbefolkat, med 12 invånare per kvadratkilometer. Närmaste större samhälle är Bīrjand, 5,5 km nordost om Kāseh Sangī. Trakten runt Kāseh Sangī är ofruktbar med lite eller ingen växtlighet.